# We'll Meet Again
We'll Meet Again è un brano musicale portato al successo dalla cantante britannica Vera Lynn nel 1939. La musica è di Ross Parker e le parole sono di Hughie Charles.
È una delle canzoni più famose degli anni della seconda guerra mondiale. Parla dei soldati che andavano a combattere, delle loro famiglie e delle loro innamorate. L'affermazione secondo cui "ci incontreremo ancora" è ottimistica, dato che molti soldati non sopravvissero e non tornarono a rivedere i loro amati.

## Storia
La canzone dette il titolo ad un musical del 1943, nel quale la stessa Vera Lynn interpretava il ruolo principale. Fa anche parte della colonna sonora del film di Stanley Kubrick, Il dottor Stranamore - Ovvero: come ho imparato a non preoccuparmi e ad amare la bomba.
Durante la guerra fredda, la canzone fu inserita nella programmazione di musica che 20 stazioni radio sotterranee della BBC avrebbero trasmesso per cento giorni dopo un attacco nucleare.
Il brano appare anche nella colonna sonora della serie britannica The Singing Detective (1986).

## Influenza culturale
Stanley Kubrick usa il brano in tono sarcastico per sottolineare l'assurdità della guerra fredda nei titoli di coda de Il dottor Stranamore del 1964.
I Pink Floyd citano la canzone e la sua interprete nella canzone Vera dall'album The Wall: "Does anybody here remember Vera Lynn?/Remember how she said that we would meet again some sunny day?".
La prima strofa della canzone appare nella serie animata Gravity Falls; viene cantata da Bill Cipher in "Oscurmaggeddon 3: Riprendiamoci Gravity Falls", ultimo episodio del cartone, dedicandola in un certo senso al suo vecchio "amico" Stanford Pines
L'intera canzone viene riprodotta nel finale del videogioco Far Cry 5, in seguito ad uno scenario apocalittico da terza guerra mondiale, durante i titoli di coda.
La canzone viene cantata anche nel finale del film Kong: Skull Island da John C. Reilly ed usata come musica nel trailer della terza stagione di Westworld - Dove tutto è concesso.
Alla fine della missione principale di Forsaken, in Call of Duty: Black Ops Cold War, si può sentire il brano in sottofondo durante il filmato segreto.
Alla fine del quarto episodio della terza stagione di Stranger Things il brano sottolinea drammaticamente il nuovo incontro tra Eleven e il Mind Flayer, creduto sconfitto nel finale della stagione precedente.
Il brano è la colonna sonora del trailer della mappa Liberty Falls della nota modalità co-op Zombie di Call of Duty: Black Ops 6